# 平民宰相 (映画)
『平民宰相』 (へいみんさいしょう、原題・Disraeli) は、ヘンリー・コルカーが監督し、ジョージ・アーリスが主演した1921年のアメリカ合衆国のサイレント映画、歴史映画。主演のアーリスによる、ベンジャミン・ディズレーリに扮した演技を軸とした映画である。

## 概要
アーリスは、1911年に舞台『ディズレーリ (Disraeli)』で同じ役を演じていた。アーリスはまた、1929年のヴァイタフォンによる音声付き映画『ディズレーリ (Disraeli)』でも、再びこの役を演じた。
同じ戯曲に基づくイギリスの映画『ディズレーリ (Disraeli)』は、いち早く1916年に、原作者ルイス・ナポレオン・パーカーの許可を得て制作されていた。この作品は、当時まだブロードウェイの舞台でこの役を演じていたアーリスを激怒させ、これを契機にアーリスは、原作者パーカーから映画化に関わるすべての権利を買い取った。この映画は、アーリスの努力と、パーカーに対して抱いていたフラストレーションから生まれたものであった。
この映画は、silentera.com によれば、ジョージ・イーストマン・ハウス (George Eastman House) に保存されている1巻を除けば、現存していないとされる。国際フィルム・アーカイヴ連盟 (FIAF) のデータベースや、アメリカ議会図書館のサイレント映画データベースによれば、全巻揃ったコピーが、ロシアのモスクワにあるゴスフィルムフォンド (Госфильмофонд) と、ベルギー王立シネマテークに存在するとされている。

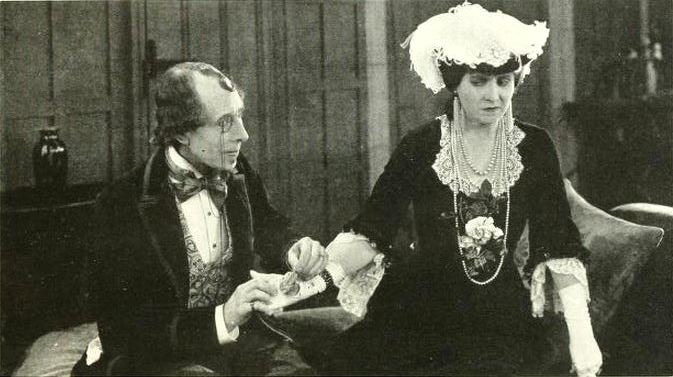
ディズレーリ（アーリス：左）と敵役トラヴァース夫人（デール）。（スチル写真）

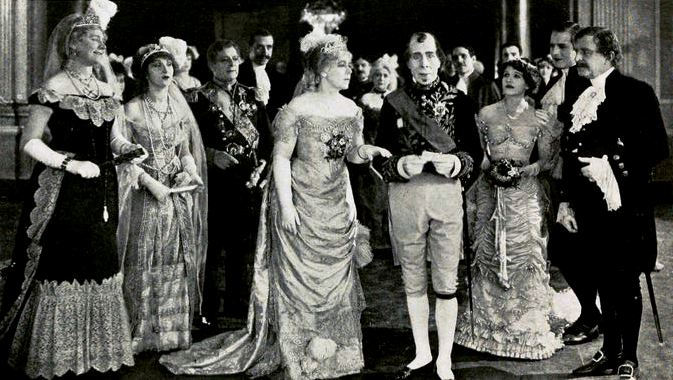
盛装したディズレーリに扮したアーリス（中央右）（スチル写真）

## キャスト
- ジョージ・アーリス - ベンジャミン・ディズレーリ
- フローレンス・アーリス（「ジョージ・アーリス夫人 (Mrs. George Arliss)」として広告されている） - ビーコンズフィールド伯爵夫人メアリ
- マーガレット・デール (Margaret Dale) - ノエル・トラヴァース夫人 (Mrs. Noel Travers)
- ルイーズ・ハフ (Louise Huff) - クラリッサ
- レジナルド・デニー - ディーフォード子爵チャールズ (Charles, Viscount Deeford)
- E・J・ラトクリフ (E. J. Ratcliffe) - ヒュー・マイヤーズ (Hugh Myers)
- ヘンリー・カーヴィル (Henry Carvill) - グラストンベリー公爵 (Duke of Glastonbury)
- グレース・グリスウォルド (Grace Griswold) - グラストンベリー公爵夫人 (Duchess of Glastonbury)
- ノエル・タール (Noel Tearle) - フォルジャンベ
- フレッド・ニコルス (Fred Nicholls) - 執事
- ベティ・ブライス (Betty Blythe) -（役名なし）